# Mike Boit
Michael Kipsubut Boit, detto Mike (Eldoret, 6 gennaio 1949), è un ex mezzofondista keniota, medaglia di bronzo negli 800 metri piani ai Giochi olimpici di Monaco di Baviera 1972.

## Biografia
Si mise in luce a livello internazionale ai Giochi olimpici di Monaco di Baviera 1972, quando conquistò la medaglia di bronzo negli 800 m piani al termine di un serrato arrivo in volata dove fu preceduto per pochi centesimi di secondo dallo statunitense Dave Wottle, giunto primo, e dal sovietico Jevhen Aržanov, secondo. Nella stessa Olimpiade ottenne anche un quarto posto nei 1500 m piani.
I due boicottaggi attuati dal Kenya nei confronti dei Giochi di Montréal 1976 e Mosca 1980 impedirono a Boit di competere negli anni successivi per il titolo olimpico, tuttavia non gli mancarono le occasioni per confermarsi ai massimi livelli mondiali.
Nel 1977 fu selezionato per rappresentare l'Africa nella gara degli 800 m della prima edizione della Coppa del mondo. Giunse secondo, preceduto di 10 centesimi dal cubano Alberto Juantorena, campione olimpico e primatista mondiale.
Nel 1981 fu co-protagonista della gara del miglio disputata nel corso del Meeting di Zurigo: Boit fu l'unico a rimanere nella scia di Sebastian Coe fino all'inizio ultimo giro, quando il britannico accelerò ulteriormente l'andatura per andare a vincere battendo il record mondiale sulla distanza con 3'48"53. Boit giunse secondo in 3'49"45, record africano, dopo aver stabilito il proprio primato personale al passaggio dei 1500 m in 3'33"67.
Terminata l'attività agonistica è divenuto docente di educazione fisica alla Kenyatta University. È zio di Philip Boit, noto per essere stato il primo rappresentante del Kenya ai Giochi olimpici invernali, avendo gareggiato nello sci di fondo in tre edizioni dei Giochi.

## Palmarès
| Anno | Manifestazione          | Sede         | Evento       | Risultato | Prestazione | Note |
| ---- | ----------------------- | ------------ | ------------ | --------- | ----------- | ---- |
| 1972 | Giochi olimpici         | Monaco       | 800 m piani  | Bronzo    | 1'46"01     |      |
| 1972 | Giochi olimpici         | Monaco       | 1500 m piani | 4º        | 3'38"41     |      |
| 1974 | Giochi del Commonwealth | Christchurch | 800 m piani  | Argento   | 1'44"39     |      |
| 1974 | Giochi del Commonwealth | Christchurch | 1500 m piani | 6º        | 3'36"84     |      |
| 1978 | Giochi del Commonwealth | Edmonton     | 800 m piani  | Oro       | 1'46"39     |      |
| 1979 | Campionati africani     | Dakar        | 1500 m piani | Oro       | 3'39"9      |      |
| 1982 | Giochi del Commonwealth | Brisbane     | 1500 m piani | Bronzo    | 3'43"33     |      |

## Altre competizioni internazionali
1977
- Argento in Coppa del mondo ( Düsseldorf), 800 m piani - 1'44"14

1979
- 5º in Coppa del mondo ( Montréal), 1500 m piani - 3'46"85

1981
- 4º in Coppa del mondo ( Roma), 1500 m piani - 3'36"29